# Église Saint-Dominique de Monpazier
L'église Saint-Dominique est une église catholique située à Monpazier, en France.

## Localisation
L'église est située dans le département français de la Dordogne, sur la commune de Monpazier.

## Historique
Après la mort d'Alphonse de Poitiers et de sa femme, comtesse de Toulouse, en 1271, le traité de Paris de 1259 prévoit que l'Agenais devait revenir au roi d'Angleterre Édouard Ier d'Angleterre après la mort d'Alphonse de Poitiers. Mais Philippe le Hardi saisit l'Agenais. Cela est fait en 1279 par le traité d'Amiens,avec le Périgord. Pour s'assurer sa nouvelle suzeraineté sur le Périgord, le roi d'Angleterre, duc d'Aquitaine, décide de fonder une ville nouvelle sur des terres cédées par les barons de Biron appelées tènement de la Boursie, dominant un plateau dominant le Dropt près de sa source, en 1285.
Ce paréage entre le roi d'Angleterre et le baron de Biron permit la fondation de la bastide comme l'indique une pièce des archives de la Dordogne citée par le docteur R. L'Honneur : 
Sérénissime Prince Édouard, roy d'Angleterre, Duc d'Aquitaine, possédant le duché d'Aquitaine en paix du temps du roy Philippe régnant en France, eut dessein de faire bâtir une ville dans le pays de Périgord, au diocèse de Périgueux et l'an 1284, le 7 janvier, à cet effet, Pierre de Gontaut, seigneur baron de Biron, inclinant aux desseins et volonté de Sa Majesté anglaise, donna le lieu pour bâtir la ville et fut appelée Monpazier.
Pour assurer le développement de la ville nouvelle, celle-ci reçut une charte définissant les statuts des habitants en dérogation du droit féodal. La charte originale n'a pas été retrouvée, mais les confirmations des droits faits par les rois Louis XI puis Charles VIII les rappellent.
Si à l'origine il y avait deux bayles, un accord de 1293 n'en conserve qu'un seul représentant l'autorité royale. Le bayle choisit six consuls chargés de l'administration de la ville. Ils sont nommés pour un an à la fête de la purification de la Vierge (2 février).
Au moment de la fondation de la bastide, il y a à la source du Dropt un village, Capdrot, où existe une collégiale avec un chapitre.

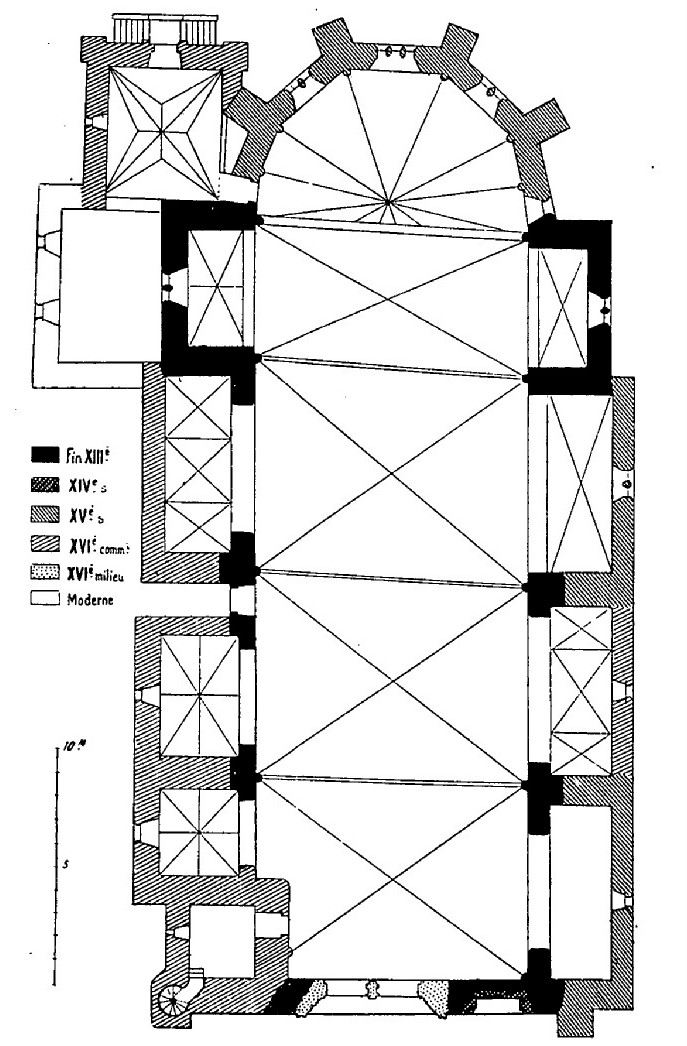
Plan de l'église
Congrès archéologique de France (1927)

L'église est mentionnée en 1286 dans une convention signée avec les consuls. Le roi d'Angleterre veut imposer un rapide achèvement de l'église aux habitants en 1289. On peut donc en déduire qu'elle est construite à la fin du XIIIe siècle et au début du XIVe siècle. La guerre de Cent Ans va entraîner des troubles importants dans une région qui se trouve à la frontière entre les domaines du roi de France et du roi d'Angleterre.
En 1400, accusé de félonie, le comte de Périgord est condamné par le parlement de Paris. Le comté est donné à Louis d'Orléans qui est assassiné sept ans plus tard par des sbires du duc de Bourgogne. Le comté est disputé. La ville de Monpazier est prise, reprise, pillée. La paix ne revient qu'après la bataille de Castillon, en 1453. Le roi Charles VII meurt en 1461. Les habitants de Monpazier jurent fidélité au roi Louis XI.
L'église de Monpazier est réparée avec surélévation des murs après 1450. La nef est voûtée sur croisée d'ogives. Géraud Maurichon, de Périgueux, fait la charpente et couvre l'église en 1462. Une nouvelle cloche est donnée à l'église en 1476.
Du fait des destructions dues à la guerre, la collégiale de Capdrot est ruinée. Pons de Salignac de La Mothe-Fénelon, évêque de Sarlat écrit en 1490 : 
Considérant que l'église dudit Monpazier est grande et propre pour y faire le service divin, et que d'ailleurs ladite ville est munie de murailles et fossés à l'abri desquels Messieurs dudit chapitre pourront établir leur résidence avec sûreté; sous la réservation du consentement de Notre Saint Père le Pape et du bon vouloir des chanoines, nous permettons aux membres dudit chapitre de Capdrot de célébrer le service divin en l'église dudit Monpazier selon l'usage de Rome, et d'y faire construire un chœur.
Contrairement ce qui est souvent écrit, il n'y a pas eu de construction d'un nouveau chœur en 1506 mais un aménagement du chœur liturgique et l'installation des stalles (elles ont été restaurées en 1978). Il y eut une dispute entre le chapitre et les consuls pour savoir qui devait payer. Finalement, par sentence arbitrale entre le Lieutenant de la sénéchaussée et le procureur du roi à Sarlat les frais sont partagés.
Des chapelles sont construites à la fin du XVe siècle. Une dernière chapelle est fondée en 1521 (première travée de la nef, au nord) .
Les guerres de Religion débutent. En 1558, un évêque est consacré dans la collégiale de Monpazier et un nouveau portail est construit à cette occasion.
Le 21 juin 1574, Geoffroy de Vivans, capitaine protestant s'empare de Monpazier. Henri de Navarre vient à Monpazier le 12 septembre 1579. Le traité du Fleix conclu en 1580 entre le roi de France et le parti protestant représenté par Henri de Navarre prévoit de démanteler Monpazier. Le maréchal Armand de Gontaut-Biron se retire dans son château. Henri de Navarre devient roi de France en 1589.
1594 voit une première révolte des Croquants. Pour remplir les caisses vides du royaume, le roi cède Monpazier le 26 mai 1596 à Jacques Nompar de Caumont faisant disparaître le paréage de 1285. Une seconde révolte commandée par Buffarot, de Capdrot, ravage la campagne et se termine par sa mort, roué vif sur la place de Monpazier.
Le dernier seigneur de Monpazier a été Armand Louis de Gontaut-Biron. 
La Révolution a eu peu de conséquences à Monpazier. Seule l'inscription au tympan de l'église en garde une trace :
Le peuple Français reconnaît l'existence de l'Être Suprême et l'immortalité de l'âme.

## Mobilier

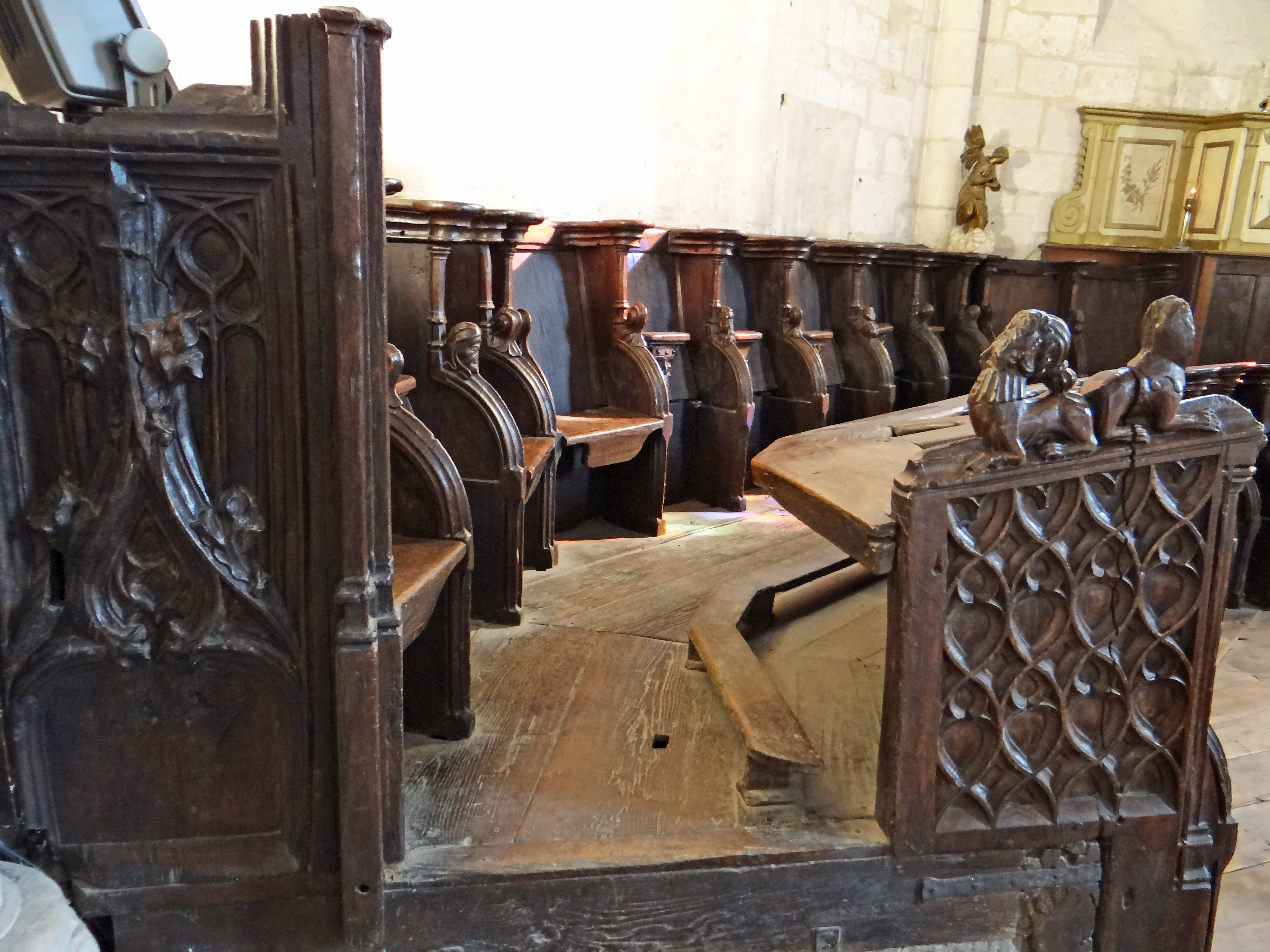
Stalles du chœur

L'église Saint-Dominique possédait une relique de la vraie Croix. Pour voir son culte se développer, l'archiprêtre faisait publier de temps en temps des feuilles dans lesquelles il racontait les prodiges qu'il lui attribuait.
On peut voir dans le chœur des stalles en chêne bien sculptées. Elles ont été réalisées pour la collégiale de Capdrot fondée en 1318. Elles ont été transportées à Monpazier après que l'évêque de Sarlat, Pons de Salignac, ait autorisé par une ordonnance du 14 juillet 1490 le transfert du chapitre de Capdrot à Monpazier. Ce transfert a été possible après la construction d'un nouveau chœur à la fin du XVe siècle, probablement en 1505/1506, après la fin d'un procès entre les consuls et le chapitre. Il reste 35 stalles mais les hauts-dossiers et couronnements ont disparu. Les stalles ont été classées à titre d'objet le 7 avril 1971.
Les fonts baptismaux du XIVe siècle ont été classés à titre d'objet le 7 avril 1971.
Une statue du XVIIe siècle en bois représentant la Vierge à l'Enfant est inscrite à titre d'objet le 30 août 1974.

## Protection
L'édifice est classé au titre des monuments historiques en 1862.

## Vitraux
La verrière du chevet représentant le Sacré-Cœur de Jésus entouré de Saint Paul et de saint Pierre a été réalisée par Jean Besseyrias (signature en bas et au centre de la verrière).
Un autre vitrail représente saint Dominique recevant le Rosaire de l'Enfant Jésus et de la Vierge.

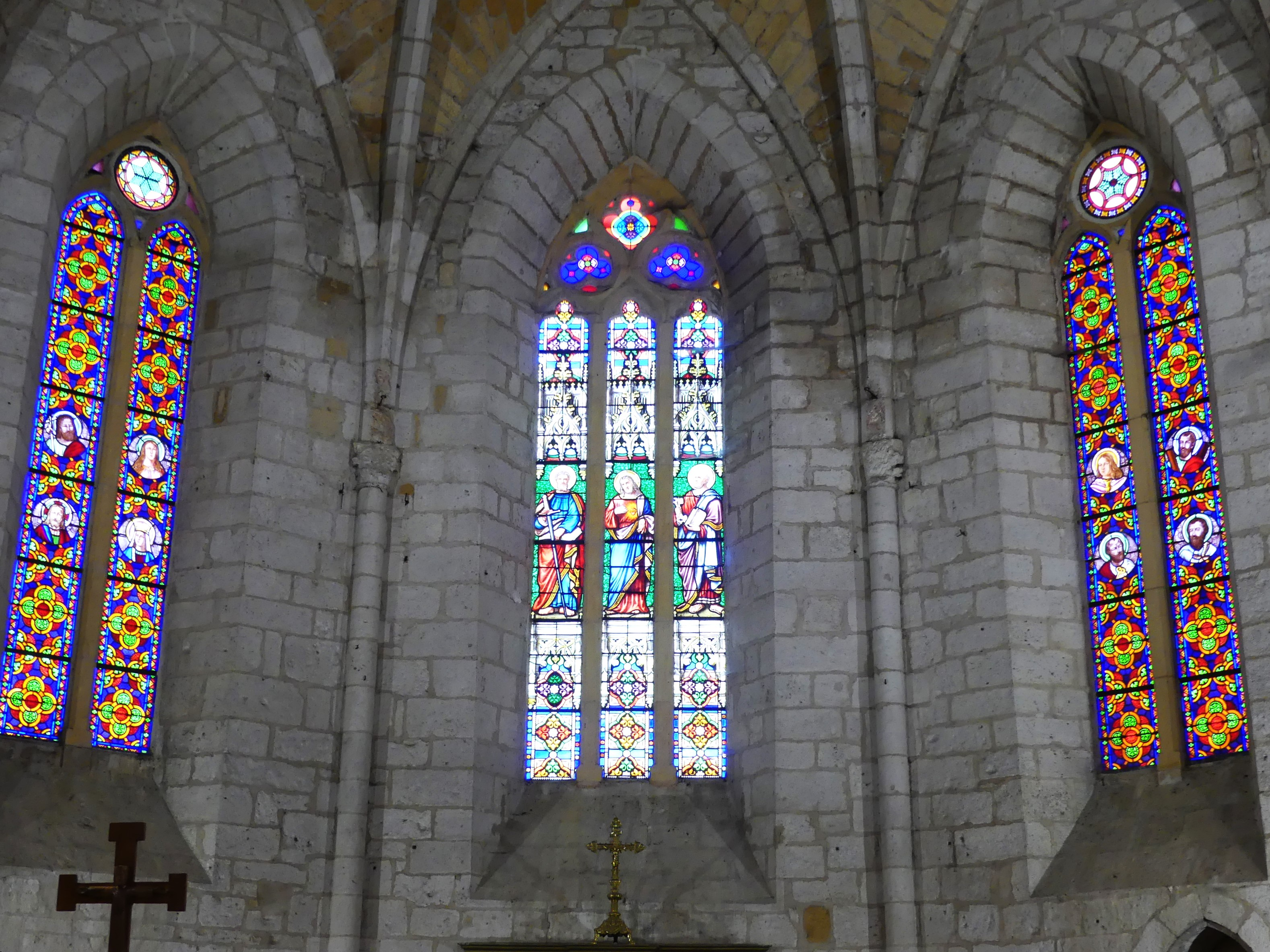
Les vitraux du chœur.
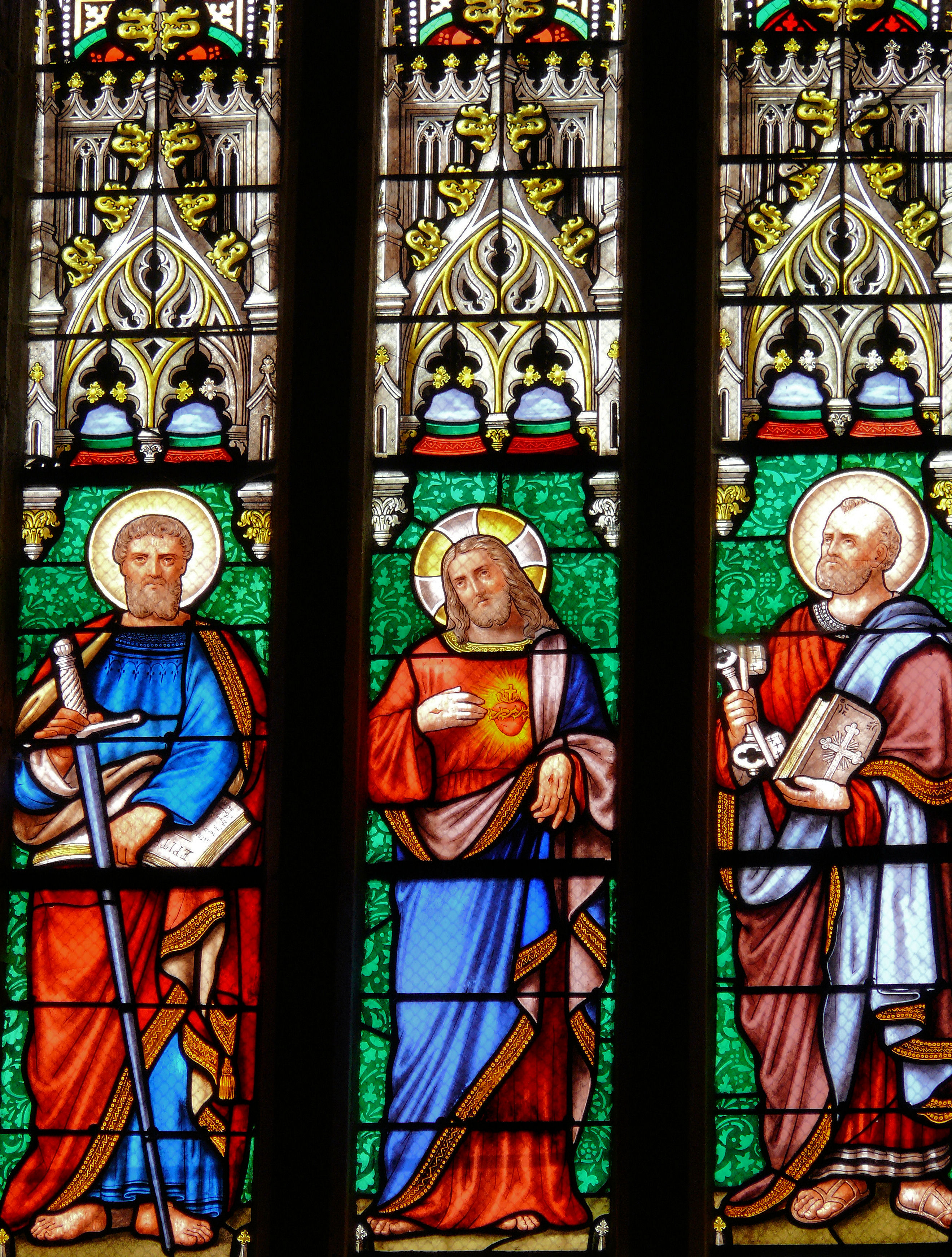
Sacré-Cœur de Jésus entouré de saint Paul et saint Pierre.
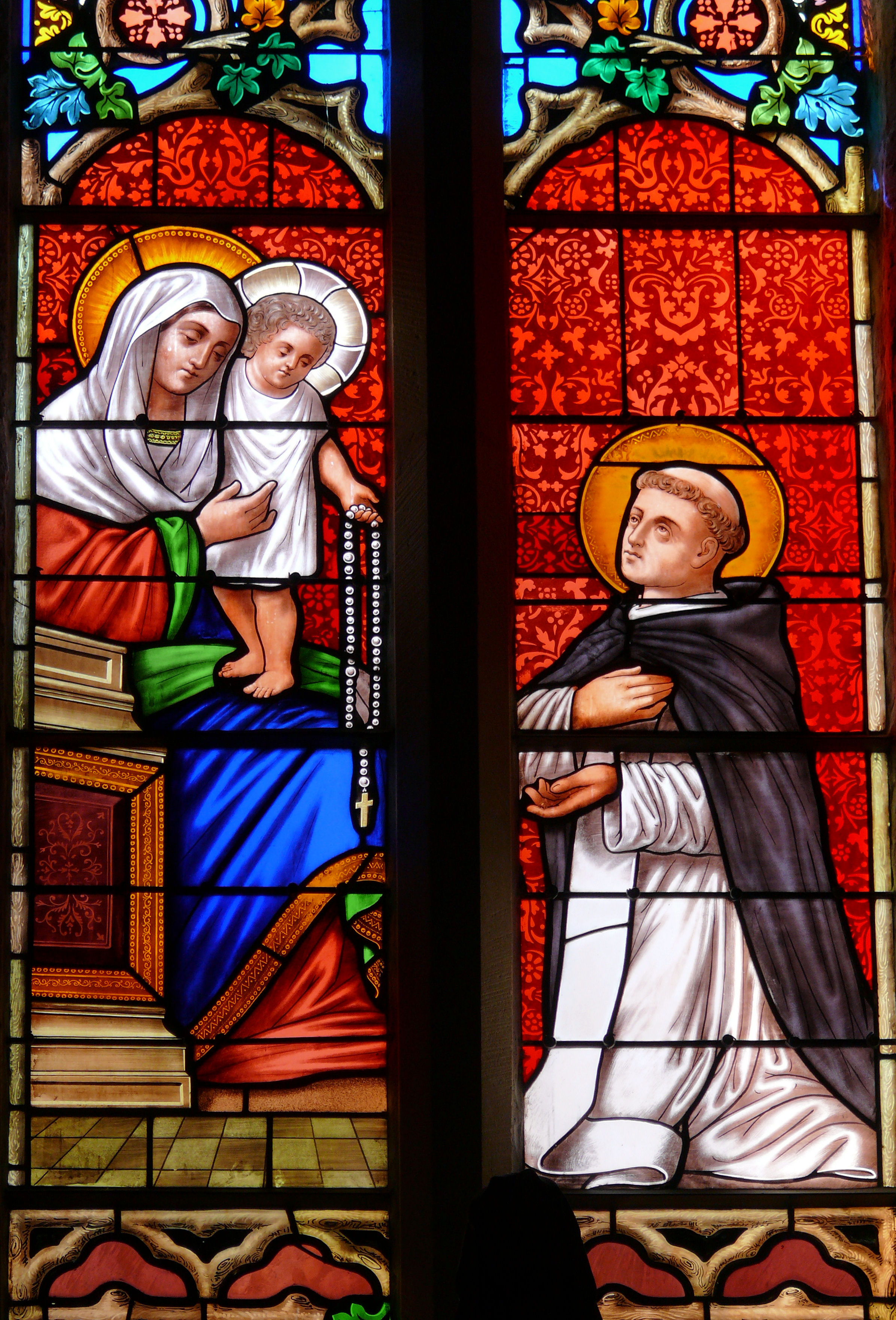
Saint Dominique recevant le Rosaire de l'Enfant Jésus et de la Vierge.